# Torbat-e Hejdarije
Torbat-e Hejdarije (perski: تربت حيدريه) – miasto w Iranie, w ostanie Chorasan-e Razawi. W 2006 roku miasto liczyło 119 390 mieszkańców w 31 869 rodzinach.